# Properzia de’ Rossi
Properzia  de’ Rossi  (Bologna, 1490 körül – Bologna, 1530. február 24.) itáliai reneszánsz szobrász.

## Élete
Bolognában élt és alkotott, ahol számos női művész talált kedvező körülményeket. Properzia életéről nagyon kevés adat maradt fent. Rövid életrajzi ismertetőt írt róla Giorgio Vasari Le vite de'piu ecellenti pittori, scultori e architetti című művében.
A Bolognai Egyetemen Marcantonio Raimondi részmetszőnél tanult. Bonyolult, vallási témájú miniatűr kompozíciókat faragott barack- és cseresznyemagokra. Később márvány mellszobrainak olyan sikere volt, hogy megbízták a Santa Maria del Baraccano templom főoltárának diszítésével 1524-ben. A San Petronio bazilika nyugati homlokzatának domborművét is ő készítette el. Leghíresebb munkája a József és Putifár felesége bibliai jelenetét ábrázoló márvány relief. Rendkívüli tehetsége volt a figurák dinamikus elrendezéséhez, ami az olasz reneszánszot jellemezte.
Az 1530-ból fennmaradt kórházi jelentés szerint rohamosan romlott az egészsége, és állítólag magányosan, szegénységben halt meg.

## Galéria

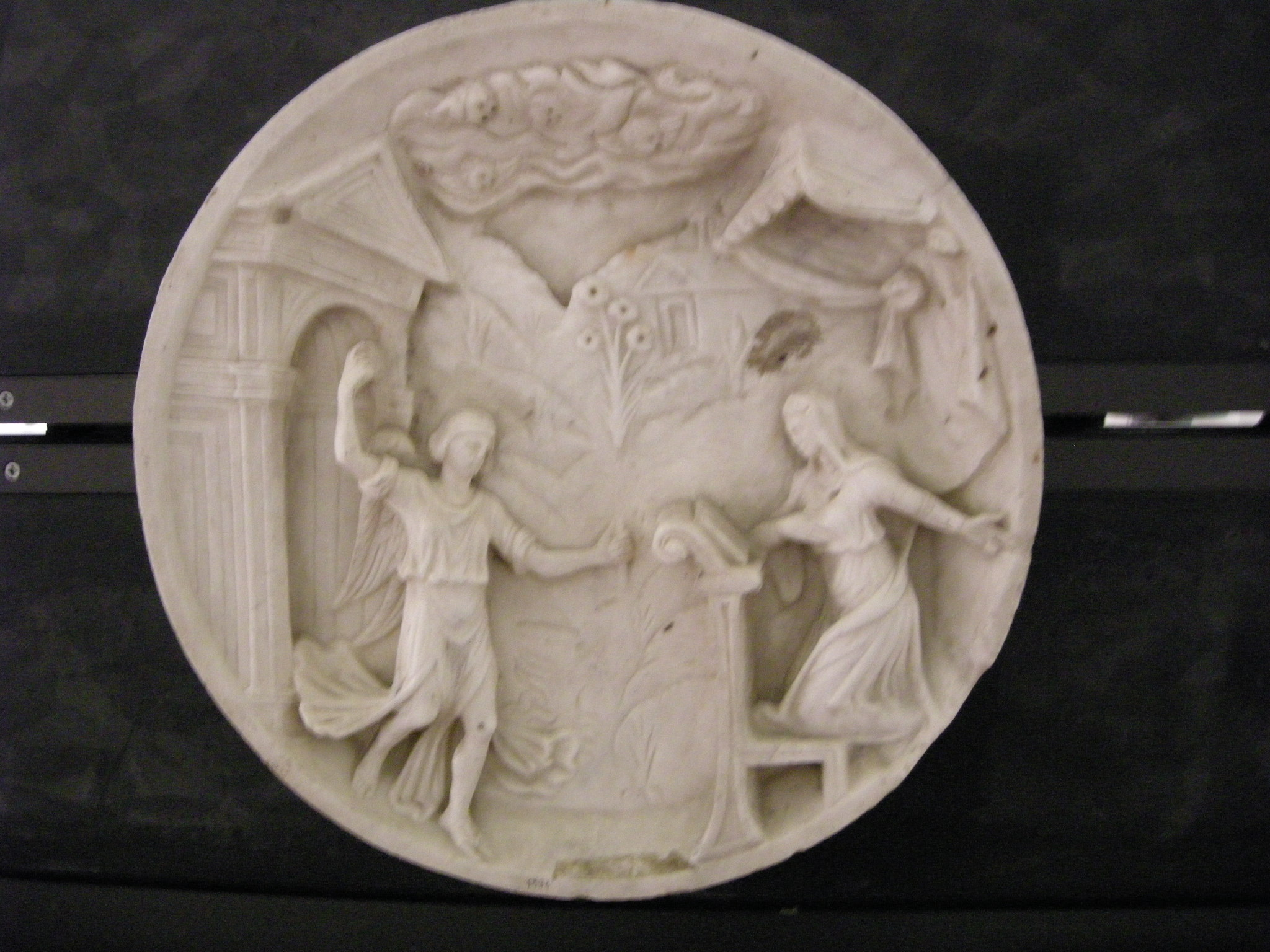
Angyali üdvözlet
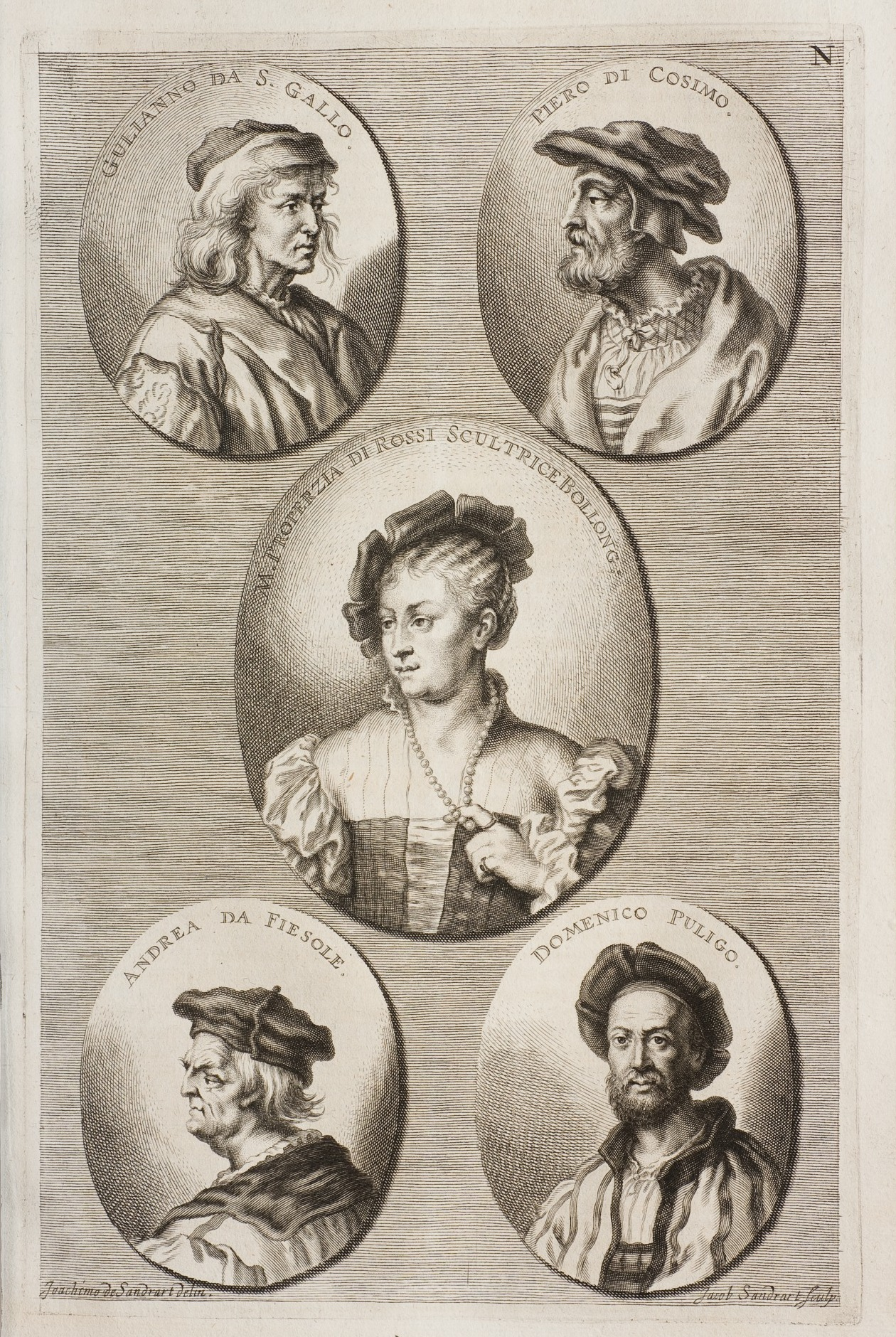
Properzia képe Joachim von Sandrart művében